# Хиршфельд (Тюрингия)
Хиршфельд (нем. Hirschfeld) — община в Германии, в земле Тюрингия.
Входит в состав района Грайц. Подчиняется управлению Ам Браметаль. Население составляет 130 человек (на 31 декабря 2010 года). Занимает площадь 3,74 км².